# Cratere Morisot
Morisot  è un cratere sulla superficie di Venere. Deve il proprio nome a Berthe Morisot, pittrice impressionista francese del XIX secolo.